# Porosztó
Porosztó (szlovákul: Porostov) község Szlovákiában, a Kassai kerület Szobránci járásában.

## Fekvése
Szobránctól 5 km-re délre, a Szobránc-patak bal oldalán fekszik.

## Története
1412-ben „Porosthohaza” néven említik először, a tibai váruradalomhoz tartozott. 1427-ben 31 portája volt. 1437-ben „Porozlohaza a n. Jakabhaza” néven szerepel. A 18. század elejére majdnem elnéptelenedett, 1715-ben 9 háztartása volt.
A 18. század végén, 1799-ben Vályi András így ír róla: „POROSZTÓ. Tót falu Ungvár Vármegyében, földes Ura a’ Kir. Kamara, lakosai külömbfélék, fekszik Sobrántzhoz 3/4 mértföldnyire, határjának jó minéműségeihez képest, első osztálybéli.”
1828-ban 45 házában 436 lakos élt. A 19. században a Tomcsányi család birtoka volt.
Fényes Elek 1851-ben kiadott geográfiai szótárában így ír a faluról: „Porosztó, orosz-tót f., Ungh vmegyében, ut. p. Szobránczhoz délre 1 órányira: 47 romai, 308 g. kath., 54 ref., 45 zsidó lak. Gör. kath. paroch. templom. Termékeny róna határ. F. u. Szemere, Viczmándy, Gyöngyösy és Pribék örökösök.”
1870 és 1880 között sokan költöztek el a faluból. Lakói földművesek, állattartók, erdei munkások voltak. A trianoni diktátumig Ung vármegye Szobránci járásához tartozott. 1938 és 1944 között újra Magyarország része volt.

## Népessége
| Év:            | 1994. | 2004.   | 2014.   | 2024.    |
| -------------- | ----- | ------- | ------- | -------- |
| Emberek száma: | 233   | 231     | 213     | 189      |
| Eltérés:       |       | -0,85 % | -7,79 % | -11,26 % |

| Év:            | 2023. | 2024.   |
| -------------- | ----- | ------- |
| Emberek száma: | 192   | 189     |
| Eltérés:       |       | -1,56 % |

1910-ben 523, többségben szlovák anyanyelvű lakosa volt, jelentős német kisebbséggel.
2001-ben 233 lakosa volt.
2011-ben 208 lakosából 205 szlovák volt.

## Nevezetességei
- Szent Kereszt felmagasztalása tiszteletére szentelt, görögkatolikus temploma 1868-ban épült neoklasszicista stílusban. 1935-ben felújították.